# Lasianthus apiocarpus
Lasianthus apiocarpus är en måreväxtart som beskrevs av Friedrich Anton Wilhelm Miquel. Lasianthus apiocarpus ingår i släktet Lasianthus och familjen måreväxter.
Artens utbredningsområde är Sumatera. Inga underarter finns listade i Catalogue of Life.